# Гетто в Ельске
Гетто в Е́льске (сентябрь 1941 — март 1942) — еврейское гетто, место принудительного переселения евреев города Ельск Гомельской области и близлежащих населённых пунктов в процессе преследования и уничтожения евреев во время оккупации территории Белоруссии войсками нацистской Германии в период Второй мировой войны.

## Оккупация Ельска и создание гетто
В 1939 году в Ельске жил 1231 еврей. Город был захвачен немецкими войсками 23 августа 1941 года, и оккупация продлилась 2 года и 4,5 месяца — до 11 января 1944 года. Благодаря тому, что в городе имелась железнодорожная станция, почти две трети евреев сумели эвакуироваться, но около 400 осталось.
Реализуя нацистскую программу уничтожения евреев, немцы создавали гетто почти во всех городах и населённых пунктах Беларуси, где проживало еврейское население. Так и в Ельске оккупанты организовали гетто.

## Условия в гетто
До первой половины сентября 1941 года евреев оставили жить в своих домах, и территорией гетто стало место их довоенного компактного проживания.
Все евреи были переписаны, зарегистрированы, и ежедневно использовались на принудительных работах.
В середине сентября (по другим данным — в октябре) 1941 года немцы сократили территорию гетто до одного двухэтажного здания бывшего райисполкома, и местные полицейские согнали всех ещё живых евреев в этот дом.

## Уничтожение гетто
Уничтожение гетто произошло в результате трех «акций» (таким эвфемизмом нацисты называли организованные ими массовые убийства).
Первый масштабный расстрел узников немцы организовали в середине сентября (по другим данным — в октябре) 1941 года. Полицаи по команде немцев вывели евреев из здания райисполкома и погнали по улице Добринской (сейчас — Пушкина) в сторону Овруча. Стариков и женщин с грудными детьми везли на телегах. Колонну из примерно 300 (500) человек охраняли эсэсовцы и полицейские, убивая на месте отстающих. На окраине Овруча всех расстреляли.
Второе массовое убийство произошло в январе 1942 года. 18 евреев вывели на улицу Заводская, несколько человек расстреляли, а остальных сожгли заживо.
Окончательно гетто было уничтожено в начале марта 1942 года. В конце февраля ещё живых арестованных коммунистов, родственников партизан и евреев из гетто привели в жандармерию и переписали. В списках оказались 8 коммунистов, 16 семей партизан и 32 еврейские семьи — всего 125 человек, большей частью старики, женщины и дети. Их на подводах повезли в сторону Овруча, многих убили по дороге, а остальных добили у деревни Добрынь. Вещи убитых отправили в магазин.
Имеются и другие свидетельства об убийствах евреев в Ельске. Согласно им, в октябре 1941 года немцы собрали 500 евреев Ельска и ближних деревень, загнали их на баржу, которую вывели на середину реки Припять. Пять дней людей держали на барже без еды, а когда крестьяне из прибрежных деревень пытались передавать им еду — по ним открывали огонь. На шестой день евреев утопили. Также сообщается, что 45 (47) евреев в Ельске были сожжены заживо в феврале 1942 года.

## Память
По данным комиссии ЧГК, в Ельске за время оккупации были убиты 482 человека. Часть останков после войны были перезахоронены на еврейском кладбище. В 1969 году на улице Ленинской был установлен обелиск в память всех убитых мирных жителях Ельска и района.
Опубликованы неполные списки жертв геноцида евреев в Ельске.